# Herbert Wimmer
Herbert Wimmer (Eupen, 1944. november 9. –) világ- (1974) és Európa-bajnok (1972) német labdarúgó, az NSZK válogatottjában 36 alkalommal szerepelt. Teljes játékos pályafutását egyetlen klubban, a Borussia Mönchengladbachban töltötte.

## Pályafutása

### Klubcsapatokban
Pályafutását a Borussia Brand csapatában kezdte. 1966-ban a Borussia Mönchengladbachba igazolt és 1978-ig volt a klub játékosa. Összesen 366 alkalommal játszott a Borussia színeiben és 51 gólt szerzett. A Borussia tagjaként a Bundesligát öt, a német kupát és az UEFA-kupát 1–1 alkalommal nyerte meg. Szerepelt még az 1977-es Liverpool elleni BEK döntőben is, de ekkor vereséget szenvedett csapatával. A Mönchengladbach színeiben összesen 419 alkalommal játszott a Bundesligaban és 32 gólt szerzett.

### Válogatottban
Az NSZK felnőtt válogatottjában 1968-ban mutatkozott be. 1972-ben Európa-bajnok lett és tagja volt az 1974-ben világbajnoki címet szerző válogatottnak. Részt vett még az 1976-os Európa-bajnokságon, ahol második helyen zárt a német válogatott. 1968 és 1976 között összesen 36-szor húzta magára a címeres mezt és négy gólt szerzett.

## Sikerei, díjai
Borussia Mönchengladbach
- Nyugatnémet bajnokság (Bundesliga)
  - bajnok (5): 1969–70, 1970–71, 1974–75, 1975–76, 1976–77
- Nyugatnémet kupa (DFB-Pokal)
  - győztes: 1972–73
- Bajnokcsapatok Európa-kupája (BEK)
  - döntős: 1976–77
- UEFA-kupa
  - győztes: 1974–75

NSZK
- Európa-bajnokság
  - győztes: 1972
  - 2.: 1976
- Világbajnokság
  - győztes: 1974